# Háje (metrostation)
Háje is een metrostation in Praag aan de lijn C. Het station is het eindpunt van de lijn in zuidoostelijke richting. Het is geopend op 7 november 1980 en heette tot 1990 Kosmonautů.
Letňany · Prosek · Střížkov · Ládví · Kobylisy · Nádraží Holešovice · Vltavská · Florenc · Hlavní nádraží · Muzeum · I. P. Pavlova · Vyšehrad · Pražského povstání · Pankrác · Budějovická · Kačerov · Roztyly · Chodov · Opatov · Háje